# Station La Porcherie
Station La Porcherie is een spoorweghalte in de Franse gemeente La Porcherie.